# Lijst van beschermd erfgoed in Jurbeke
Onderstaande tabel geeft een overzicht van de beschermde erfgoederen in de gemeente Jurbeke. Het beschermd erfgoed maakt deel uit van het cultureel erfgoed in België.
| Object | Bouwjaar/architect | Deelgemeente        | Adres                                               | Coördinaten                   | Nummer?                | Afbeelding |
| --- | ------------------ | ------------------- | --------------------------------------------------- | ----------------------------- | ---------------------- | --- |
| Spijkereik en kapel Saint-Antoine de Padoue                                                                                          |                    | Herchies            | Erbaut                                              | 50° 32' 17" NB, 3° 52' 28" OL | 53044-CLT-0003-01 Info | Spijkereik en kapel Saint-Antoine de Padoue                                                                                          |
| Gevels en daken van het hoofdgebouw met bijgebouwen, uitgezonderd de aangrenzende garage, en het ensemble van de gebouwen en de tuin |                    | Masnuy-Saint-Pierre | Lieutenant Saint Martin n° 1 te Masnuy-Saint-Pierre | 50° 32' 12" NB, 3° 57' 34" OL | 53044-CLT-0004-01 Info | Gevels en daken van het hoofdgebouw met bijgebouwen, uitgezonderd de aangrenzende garage, en het ensemble van de gebouwen en de tuin |
| Château blanc: gevels en daken, |                    | Jurbeke             | rue de Masnuy-Saint-Jean n° 26                      | 50° 31' 54" NB, 3° 55' 19" OL | 53044-CLT-0005-01 Info | Château blanc: gevels en daken, |